# Losenpass
Der Losenpass ist ein Alpenpass im Bregenzerwaldgebirge mit einer Höhe von 1139 m ü. A. Er befindet sich auf dem Gebiet des Bödele im österreichischen Bundesland Vorarlberg und verbindet die Stadt Dornbirn im Rheintal mit der Gemeinde Schwarzenberg im Bregenzerwald.
Die Begriffe Losenpass und Bödele werden bezüglich der Passstraße häufig synonym verwendet.
Nordöstlich der Passhöhe liegt der Geißkopf (1198 m ü. A.), südlich der Hochälpelekopf (1463 m ü. A.). 100 m östlich liegt der Bödelesee.

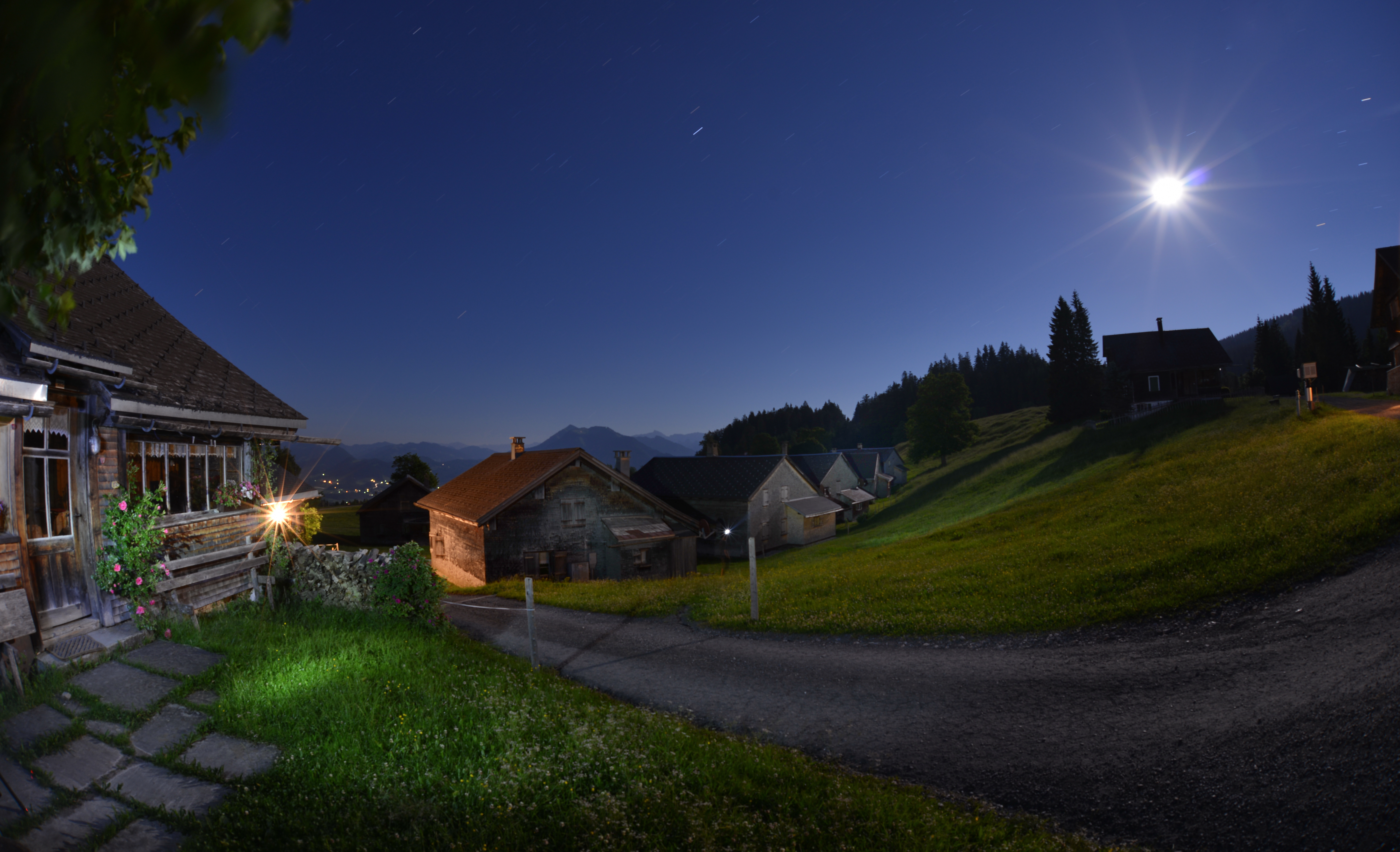
Reihenhäuser auf dem Losenpass